# Parallels
Parallels, Inc (раніше SWsoft) — російська компанія, що займається розробкою програмного забезпечення. Її створено 1999 року. Штат компанії налічує понад 300 співробітниківу різних країнах. Головний офіс Parallels знаходиться в Сіетлі (штат Вашингтон, США). Центри розробок знаходяться в ряді російських міст (Москва, Санкт-Петербург, Новосибірськ), Естонії (Таллінн) і на Мальті (Сліма).

## Історія
Компанія SWsoft (первинна назва — Standard & Western Software) була заснована в 1999 році.
У 2003 році була придбана Новосибірська компанія Plesk — найбільший в Росії виробник контрольних панелей.
У 2004 році також була придбана компанія Parallels. У 2007 році компанія придбала конкурента Sphere.
У 2007 році відбувся ребрендинг об'єднаної компанії, яка стала називатися Parallels — по найбільш відомому на той момент продукту.
У 2008 році Parallels оголосила про придбання ModernGigabyte, фірми-виробника автоматизованої системи білінгу ModernBill та інших рішень для автоматизації хостингу.
У 2015 році Parallels придбала невелику компанію 2X Software (заснована в 2004 році) — мальтійського розробника додатків віддаленого доступу і рішень по управлінню мобільними пристроями.
Також, в 2015 році було виділено бізнес-напрямок Odin Service Automation. У тому ж році американський IT-дистрибутор Ingram Micro придбав технології управління хмарними послугами, патенти і бренд Odin.
В кінці 2015 року компанія Parallels розділилася на три незалежні компанії в складі Parallels Holding Limited. Бізнес-підрозділи Plesk, які раніше входили в Odin, які займаються розробкою рішень з управління вебхостингом, і Virtuozzo, який працює над технологією контейнерної віртуалізації, не ввійшли в угоду з продажу Odin і стали окремими компаніями. Parallels стала займатися кроссплатформенними технологіями (в основному, для Mac) і засобами управління мобільними пристроями. Також під брендом Parallels залишилися рішення компанії 2X Software.
27 листопада 2018 року в інтернет-виданні TechCrunch з'явилася інформація, що компанію Parallels купує канадська компанія Corel, закриття угоди планується в 2019 році. Пізніше головний виконавчий директор Parallels підтвердив це.

## Керівництво
Засновники компанії — Сергій Білоусов, Ілля і Яків Зубарєва, Микола Добровольський.
У 2011 році Сергій Білоусов передав повноваження президента, а згодом пост генерального директора Біргеру Стену, який займав до того часу різні посади в компанії Microsoft і відомому 10-кратним збільшенням виручки російського представництва Microsoft в період з 2004 по 2009 рр.
Засновник Parallels (яку придбала в 2004 році SWsoft) Микола Добровольський входить в керівництво холдингу.
Після поділу на кілька окремих компаній під управлінням Parallels Holding Limited компанію Parallels очолив Яків Зубарєв.

## Акціонери та інвестори
За даними на 2014 рік контрольним пакетом Parallels володіють Сергій Білоусов та Ілля Зубарєв.
Засновникам Parallels (яку придбала в 2004 році SWsoft) і співробітникам, які мають опціони, належить 25 % компанії. Ще чверть розподілена між венчурними фондами та іншими міноритаріями.
У 2005 році фонд Insight Venture Partners разом з Bessemer Venture Partners і Intel Capital купив невідому, але невелику частку в Parallels за $ 12,5 млн. В 2009 році Almaz Capital Partners (спільний фонд Cisco і UFG) придбав 5 % Parallels за $ 11 млн.
У січні 2013 р. Cisco отримала близько 1 % акцій Parallels. У 2014 році Parallels продала пакет своїх акцій компанії Ingram Micro — найбільшому світовому дистриб'ютору інформаційних технологій.

## Діяльність
Основна діяльність компанії Parallels пов'язана з розробкою високотехнологічного програмного забезпечення для кінцевих користувачів, сервіс-провайдерів, хостингових і телекомунікаційних компаній. Іншими напрямками роботи Parallels був розвиток ринку послуг хостингу додатків (SaaS) і рішень по створенню інфраструктури віртуальних ПК (VDI).
Після поділу на окремі компанії в рамках холдингу компанія Parallels стала займатися кроссплатформенними технологіями (в основному, для Mac), додатками віддаленого доступу і засобами управління мобільними пристроями.
За даними Parallels, основні ринки збуту продукту — США (40 %), Європа (40 %), Японія (20 %), а Росія займає близько 1 %.
Станом на 2015 рік Parallels має 96 патентів, ще стільки ж заявок очікують схвалення патентних відомств США, Росії та Азії.